# Замок Отранто (роман)
«За́мок О́транто» (англ. The Castle of Otranto) — роман английского писателя Хораса Уолпола, опубликованный в 1764 году, первое произведение в жанре готического романа.

## История
Первое издание романа представляло собой мистификацию: текст был опубликован как перевод итальянского романа, написанного будто бы каноником Собора Святого Николая в Отранто Онуфрио Муральто (итал. Onuphrio Muralto) и напечатанного в 1529 году в Неаполе, а рассказанная в романе история, как утверждалось, восходила к ещё более древним временам. Перевод был подписан вымышленным именем Уильяма Маршалла (англ. William Marshal). Во втором издании Уолпол признал своё авторство, предварив текст дополнительным предисловием, в котором излагал своё творческое кредо:

В этом произведении была сделана попытка соединить черты средневекового и современного романов. В средневековом романе все было фантастичным и неправдоподобным. Современный же роман всегда имеет своей целью верное воспроизведение Природы, и в некоторых случаях оно действительно было достигнуто. В вымысле нет недостатка и ныне; однако богатые возможности воображения теперь строго ограничены рамками обыденной жизни. Но если в новом романе Природа сковала фантазию, она лишь взяла реванш за то, что ею полностью пренебрегали в старинных романах. Поступки, чувства, разговоры героев и героинь давних времен были совершенно неестественными, как и вся та механика, посредством которой они приводились в движение. Автор произведения, следующего за этим предисловием, счел возможным примирить названные два вида романа. Не желая стеснять силу воображения и препятствовать его свободным блужданиям в необъятном царстве вымысла ради создания особо занятных положений, автор вместе с тем хотел изобразить действующих в его трагической истории смертных согласно с законами правдоподобия; иначе говоря, заставить их думать, говорить и поступать так, как естественно было бы для всякого человека, оказавшегося в необычайных обстоятельствах. (Перевод В. Шора)

Эта декларация Уолпола была сделана на фоне острой борьбы между различными тенденциями в английской литературе и изменила восприятие романа критикой: если первое издание было встречено сочувственно, а «переводческие» достижения «Уильяма Маршалла» оценены высоко, то «Замок Отранто» в качестве оригинального произведения Уолпола встретил гораздо более холодный приём. В дальнейшем, однако, должное Уолполу отдали значительные литераторы — в частности, Вальтер Скотт, писавший о «Замке Отранто»:

Целомудренная строгость и точность стиля, удачное соединение сверхъестественного с человеческим, выдержанность повествования в духе нравов и языка феодальных времен, достигаемая четкой обрисовкой и выразительной характеристикой персонажей, а также единством действия, в ходе которого чередуются трогательные и величественные сцены, — все это заслуживает самых высоких похвал.

## Сюжет
Роман назван по основному месту действия — действительно существующему замку Отранто на юге Италии. Владелец замка князь Отрантский Манфред (по предположению некоторых исследователей, Уолполом подразумевался Манфред Сицилийский, во владения которого входил Отранто) в день запланированной свадьбы своего сына находит того мёртвым: гигантский рыцарский шлем неизвестно откуда упал на принца и раздавил его. Это необъяснимое событие оказывается лишь первым в цепочке событий не менее невероятных.

## Экранизации
- В 1977 году по мотивам романа короткометражный анимационный фильм снял Ян Шванкмайер.